# گورنگا زلگینگا
گورنگا زلگینگا (به صربی: Gornja Zleginja) یک منطقهٔ مسکونی در صربستان است که در الکساندراواک واقع شده‌است. گورنگا زلگینگا ۴۵۷ نفر جمعیت دارد.